# Mario Ciliberto
Mario Ciliberto (Crotone, 5 giugno 1904 – Mar Mediterraneo, 15 ottobre 1940) è stato un ufficiale italiano, sommergibilista della Regia Marina ed eroe di guerra nel secondo conflitto mondiale, ricordato per essere stato al comando del sommergibile Foca, su cui morì nel grado di capitano di corvetta. Venne decorato con la medaglia d'argento al valor militare alla memoria dal Ministro della Guerra Stefano Jacini nel 1945.

## Biografia
Mario Ciliberto nacque a Crotone il 5 giugno 1904 da Gregorio e Guglielmina Cerrelli. Terminati gli studi superiori, compì in seguito quelli militari all'Accademia navale di Livorno e nel 1924 si iscrisse alla Facoltà di Scienze matematiche, fisiche e naturali dell'Università di Bologna, senza però aver mai terminato gli studi.

## Carriera militare
Il 12 settembre 1935 fu ufficiale in seconda del sommergibile Domenico Millelire (capitano di corvetta Araldo Fadin) e comandò da tenente di vascello (anzianità 5 novembre 1930) il nuovissimo sommergibile Gemma dall'8 luglio 1936, il sommergibile Delfino dal 14 agosto 1937, e, raggiunto il grado di capitano di corvetta (anzianità 1º gennaio 1938), il 16 febbraio del 1939, assunse il comando del sommergibile posamine Foca sostituendo il capitano di fregata Vittorio Meneghini, a cui in seguito sarà affidato dapprima il comando del sommergibile posamine Pietro Micca e, successivamente, del cacciatorpediniere Euro il 25 febbraio 1943.

### Al comando del sommergibile Foca
La prima missione di Ciliberto, però, presentò già non poche insidie: il 13 giugno 1940, durante la fase di posizionamento di mine al largo delle coste di Alessandria, il Foca fu costretto a una rapida immersione a seguito di un attacco con i cannoni da parte dei cacciatorpediniere Decoy e Voyager, subendo poi anche una caccia con bombe di profondità, ma fortunatamente senza riportare alcun danno.
La seconda missione vide il Foca trasportare dei rifornimenti da Taranto a Lero, allora territorio italiano, per poi far ritorno nel porto pugliese il 15 settembre 1940.
La terza missione si rivelò purtroppo fatale per Ciliberto e il suo equipaggio: partito da Taranto l'8 ottobre 1940, durante una fase di posizionamento delle mine nei pressi del porto di Haifa, all'epoca base navale britannica in Palestina, il Foca scomparve improvvisamente e da quel momento in poi non se ne ebbero più sue notizie; molte furono le ipotesi elaborate sulla sparizione del sommergibile, ma l'unica ritenuta plausibile fu che fosse saltato su una mina nei giorni compresi fra il 12 ed il 15 ottobre. Un altro mistero, tuttora irrisolto, riguarderebbe proprio la provenienza di quella mina: è incerto se appartenesse ad un campo minato difensivo inglese oppure allo stesso Foca, magari scoppiando accidentalmente durante la fase di posizionamento.
Insieme al capitano di corvetta Mario Ciliberto scomparvero anche 7 ufficiali e 61 fra sottufficiali e marinai.

## Riconoscimenti
- Il 14 giugno 2001, l'amministrazione comunale di Crotone guidata allora da Pasquale Senatore organizzò una cerimonia commemorativa congiunta a ricordo sia del capitano Ciliberto che del tenente Leonardo Gallucci, in cui vennero scoperte due lapidi marmoree con sopra due epigrafi, situate entrambe in discesa Castello[9].
- L'istituto nautico e una piazza di Crotone sono entrambi intitolati a Mario Ciliberto.